# زیردریایی تیپ ۲۰۲
زیردریایی تیپ ۲۰۲ (به انگلیسی: Type 202 submarine) یک زیردریایی آلمان که طول آن ۲۳٫۱۰ فوت (۷٫۰۴ متر)، پهنایش ۳٫۴۰ فوت (۱٫۰۴ متر)، آبخورش ۲٫۷ فوت (۰٫۸۲ متر) و وزنش ۱۰۰ تن بزرگ (۱۰۰ تن) و سرعتش نیز ۶ گره (۱۱٫۱ کیلومتر بر ساعت) است. در بین سال‌های ۱۹۶۱ تا ۱۹۶۶ ساخته شد.